# 米兰·内迪奇
米兰·内迪奇（1878年9月2日—1946年2月4日），塞尔维亚军人、政治家。

## 生平
曾在第二次世界大战德军占领塞尔维亚期间担任傀儡政府领袖，曾協助納粹德軍屠殺猶太人。南斯拉夫於1945年立國後被監禁，1946年在獄中自殺身亡。